# Bords
Bords là một xã trong tỉnh Charente-Maritime tổng Saint-Savinien trong vùng Nouvelle-Aquitaine, tây nam nước Pháp. Xã Bords nằm ở khu vực có độ cao trung bình 6 mét trên mực nước biển.

## Dân số
| Năm  | Dân số | Mật độ |
| ---- | ------ | ------ |
| 1962 | 967    | -      |
| 1968 | 1.007  | -      |
| 1975 | 976    | -      |
| 1982 | 1.111  | -      |
| 1990 | 1.109  | -      |
| 1999 | 1.122  | 72/km² |